# Ланы (Бобрская городская община)
Ланы (укр. Лани) — село в Бобрской городской общине Львовского района Львовской области Украины.
Население по переписи 2001 года составляло 316 человек. Занимает площадь 1,9 км². Почтовый индекс — 81250. Телефонный код — 3263.